# 아라베스크

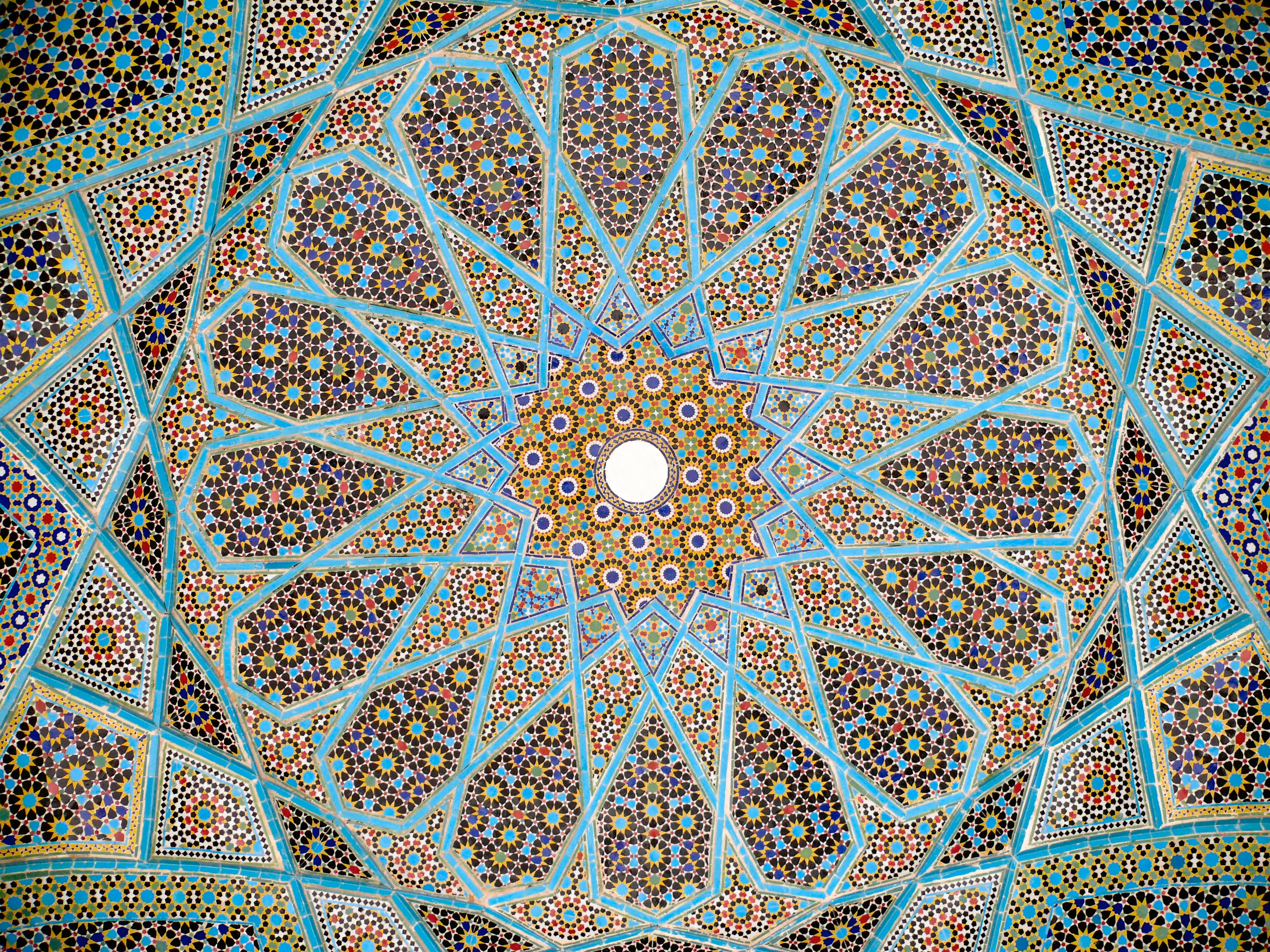
하피즈의 묘 천장에 있는 아라베스크 타일.

아라베스크(Arabesque)는 아랍인이 창안한 장식 무늬로, 식물의 줄기와 잎을 도안화하여, 당초(唐草) 무늬나 기하학 무늬로 배합시킨 것이다. 이슬람교에서는 우상이 금지되었기 때문에 벽의 장식과 서책(書冊)의 장정, 그리고 공예품 등에 아랍 문자가 도안화되고, 거기에 식물 무늬를 배치하여 이슬람의 독특한 장식 미술을 만들었다. 후에는 조수(鳥獸) 등의 무늬도 배합하게 되었고, 르네상스 이후에는 유럽에서도 유행되었다.

## 참고 자료
- 이 문서에는 다음커뮤니케이션(현 카카오)에서 GFDL 또는 CC-SA 라이선스로 배포한 글로벌 세계대백과사전의 내용을 기초로 작성된 글이 포함되어 있습니다.